# Pachycraerus verulamii
Pachycraerus verulamii är en skalbaggsart som beskrevs av Lewis 1898. Pachycraerus verulamii ingår i släktet Pachycraerus och familjen stumpbaggar. Inga underarter finns listade i Catalogue of Life.